# Retirada

Napoleão se retirando de Moscou, em 1812.

A retirada é uma operação retrógrada em que uma força militar que não está em contacto com o inimigo se afasta deste para evitar combatê-lo. Se a força militar que vai executar a retirada estiver em contacto com o inimigo, terá de executar, primeiro, uma rotura de combate. A retirada pode ser executada quando a capacidade de resistência à acção do inimigo deixou de ser eficaz, não apenas depois de uma batalha perdida.
Numa retirada, o grosso das tropas constitui colunas de marcha. Algumas forças são destacadas para formarem forças de segurança, em especial a guarda de retaguarda. A cada coluna de marcha, é atribuído um itinerário e um objectivo, que deve ser atingido dentro de determinado horário. Para a execução da retirada, são fixados locais de reunião afastados e itinerários específicos, aos trens, elementos de serviços etc., por forma a não embaraçarem as vias de comunicação quando se iniciar o movimento das unidades de manobra. Quanto mais perto do inimigo a força se encontrar, mais descentralizado é o controlo da operação para permitir maior dispersão das tropas e maior velocidade de marcha. O maior afastamento do inimigo, pelo contrário, permite concentrar as forças - o que pode facilitar o apoio logístico - e, portanto, o seu controlo será mais centralizado. Mas não apenas por questões de ordem prática: [...] e a primeira e imediata acção a desejar é concentrar, e com a concentração recuperar a ordem, a coragem e a confiança. [...].
A segurança da força que retira é garantida por uma guarda avançada, guardas de flanco e, especialmente, uma guarda de retaguarda. Esta última, se o inimigo se encontra próximo, deve ser suficientemente forte para, se necessário, executar uma acção retardadora. [...] Uma forte retaguarda composta por tropas de elite comandadas pelo mais bravo general e, nos momentos críticos, apoiadas por todo o exército; uma cuidadosa utilização do terreno; fortes emboscadas sempre que a ousadia da guarda avançada do inimigo e o terreno o permitam; [...]. O seu objectivo é evitar que a força inimiga que executa uma perseguição possa interferir com o corpo principal da força que retira. As outras forças de segurança são importantes, apesar de o inimigo partir de uma posição à retaguarda da força em retirada, pois aquele poderá tentar, na perseguição que executa, tentar uma manobra de envolvimento, se tiver meios e itinerários que lhe proporcionem a rapidez necessária. Desta forma ameaçar os flancos da força que retira ou poderá até cortar-lhe a linha de retirada. Daqui, resulta a necessidade de estabelecer medidas de segurança que não estão exclusivamente voltadas para a retaguarda. A retirada pode ser executada de dia ou de noite. Na época actual, em que os meios aéreos e diversos sistemas de vigilância permitem ter uma visão muito mais extensa da zona de operações, convém que seja efectuada de noite.
De acordo com o procedimento usual, a retirada continua até ao ponto em que é restaurado o equilíbrio das forças, quer por meio de reforços, quer pela protecção de fortalezas firmes, quer por óptimas posições defensivas proporcionadas pela região, [...] quer porque o inimigo desistiu de perseguir. Se estas condições não se verificarem, prevalece o objectivo da força que executa a perseguição e isso implica a destruição da força em retirada. 